# Elecciones parlamentarias de Andorra de 2009
Las elecciones parlamentarias en Andorra de 2009 fueron realizadas el 26 de abril de 2009 y son las cuartas elecciones bajo la Constitución de Andorra de 1993. Se hicieron al final del período regular de cuatro años del Consejo General de Andorra, y en medio de presiones del copríncipe Nicolas Sarkozy de reformar las leyes del país relativas al secreto bancario.
El Partido Socialdemócrata de Andorra dirigido por Jaume Bartumeu fue el ganador, con el 45,03% de los votos en su lista nacional, seguidos por la Coalición Reformista dirigidos por el Partido Liberal de Andorra (32,34%) y el nuevo partido Andorra por el Cambio (18,86%). Los socialdemócratas obtuvieron 14 escaños en el Consejo General, contra 11 de los liberales y 3 para Andorra por el Cambio.
| Partido | Partido                                          | Resultados 2009 | Resultados 2009 |
| Partido | Partido                                          | %               | escaños         |
| ------- | ------------------------------------------------ | --------------- | --------------- |
|         | Partido Socialdemócrata (Partit Socialdemòcrata) | 45.0 %          | 14              |
|         | Coalición Reformista (Coalició Reformista)       | 32.3 %          | 11              |
|         | Andorra por el Cambio (Andorra pel Canvi)        | 18.9 %          | 3               |
|         | Los Verdes de Andorra (Els Verds d'Andorra)      | 3.5 %           | 0               |

El electorado, restringido solamente a ciudadanos andorranos, fue de 20.298 votantes de una población de 85.000 habitantes. Hubo 114 candidatos para 28 escaños y más de 1 candidato por cada 200 votantes. La concurrencia fue de un 75,3%.